# Mark Lenzi
Mark Edward Lenzi (* 4. Juli 1968 in Huntsville, Alabama; † 9. April 2012 in  Greenville, North Carolina) war ein US-amerikanischer Wasserspringer.
Lenzi begann 1986 mit dem Wasserspringen an der Indiana University und wurde 1991 in Perth Vizeweltmeister vom 3-Meter-Brett. Bei den Olympischen Spielen 1992 in Barcelona schaffte es Mark Lenzi als einziger, die Dominanz der chinesischen Springer zu durchbrechen und wurde Olympiasieger. Bei den Spielen von Atlanta 1996 erreichte Lenzi die Bronzemedaille.
Nach seinem Rücktritt vom Leistungssport arbeitete Lenzi als Trainer an der Indiana University. An niedrigem Blutdruck leidend, starb er an den Folgen eines Ohnmachtsanfalls.